# Seollal
Mit Seollal (koreanisch: 설날) wird in Nord- und Südkorea der Neujahrstag bezeichnet. Dieser wird nach dem chinesischen Mondkalender festgelegt und fällt immer auf den Neumond zwischen dem 21. Januar und dem 20. Februar des Gregorianischen Kalenders und somit auf den ersten Tag des ersten Monats des Mondkalenders. Seollal ist ein offizieller Feiertag in Nord- und Südkorea.

## Namensbedeutung
Seollal setzt sich zusammen aus den beiden koreanischen Silben 설 (seol, dt. „das neue Jahr“) und 날 (nal, „Tag“). Durch Assimilation wird das „n“ von „nal“ zu „l“. Daraus erklärt sich die romanisierte Schreibweise mit dem Doppel-„l“ in der Mitte.

## Neujahrsgruß
Die koreanische Begrüßung zum Neuen Jahr lautet Saehae Bok Manhi Badeuseyo (새해 복 많이 받으세요). Wörtlich übersetzt bedeutet dies 새해 = Neues Jahr, 복 = Glück, 많이 = viel, 받으세요 = bekommen.

## Feier nach alter Tradition
Seollal war und ist noch heute der wichtigste kulturelle Feiertag in der südkoreanischen Gesellschaft. Am Vorabend dieses Tages wird entsprechend der Tradition das Haus gereinigt und auch vor dem Haus alles in Ordnung gebracht. Räucherstäbchen und Bambusstäbchen werden entzündet, wobei letztere beim Abbrennen der Bambusknoten knallende Geräusche erzeugen und damit die Dämonen aus dem Haus vertreiben sollen. Alle Familienmitglieder nehmen zum Jahresausklang ein Bad und bleiben bei hell erleuchtetem Haus bis nach Mitternacht auf.
Am Morgen des Seollal kleiden sich alle Familienmitglieder festlich in ihrer traditionellen Tracht und gedenken in einer festgelegten Zeremonie, Chare (차례), der Ahnen. Dafür werden unterschiedlichen Speisen und Getränke auf einem altarähnlich präparierten Tisch aufgebaut. In Gedenken an die verstorbenen Angehörigen verbeugen sich alle Familienmitglieder vor dem Altar und servieren von den dargebrachten Speisen und Getränken.
Nach dieser Zeremonie versammeln sich die Jüngeren, um den Eltern und Großeltern in einer Verneigungszeremonie, Sebae (세배), Respekt zu zollen und Gesundheit und ein langes Leben zu wünschen. Die Älteren ihrerseits geben den Kindern ihren Segen und ein kleines Geldgeschenk.
Anschließend verbringen die Familien den Rest des Tages mit traditionellen Spielen, wie z. B. Yutnori (윷놀이), einem Brettspiel, bei dem der Wurf von vier hölzernen Stäben über die Anzahl Felder entscheidet, die man setzen darf, und man erzählt sich Geschichten. Männer und Jungen lassen draußen den Drachen steigen, Yeonnalligi (연날리기), und die Frauen und Mädchen messen sich beim Springen auf der Wippe Neolttwigi (널뛰기). Als traditionelle Speise werden Tteokguk (떡국; eine Suppe aus Reiskuchen), Tteok (떡) und Yakgwa (약과) Honigkuchen gereicht.
In ländlichen Gebieten werden am ersten Tag des Jahres, abhängig vom Tiernamen, welchen das neue Jahr trägt, unterschiedliche Rituale vollzogen. So geht man z. B. im Jahr der Ratte auf das Feld und verbrennt wild wachsende Gräser, um die Ratten zu verjagen und eine gute Ernte zu beschwören. In der Stunde der Ratte, zwischen 11 Uhr und 1 Uhr nachts, schlagen die Frauen auf Töpfen, um mit dem Lärm die Ratten zu vertreiben.

## Südkorea
Obwohl in Südkorea seit der Einführung des Gregorianischen Kalenders im Jahr 1896 zunehmend auch der Jahreswechsel zum 1. Januar u. a. auch mit Sunrise Festivals gefeiert wird – das bekannteste davon ist das in Homigot –, so hat doch Seollal nach wie vor noch die größere Bedeutung als Neujahrsfest und ist weiterhin der wichtigste Feiertag in Südkorea. Wie in vielen anderen asiatischen Ländern auch, nehmen sich viele Südkoreaner für mehrere Tage frei, um ihre Familien zu besuchen und Seollal gemeinsam zu feiern.
Je nachdem ob man in der Großstadt lebt oder auf dem Land, oder je nach Religionszugehörigkeit, werden heutzutage nicht mehr alle traditionelle Zeremonien und Rituale an dem Neujahrstag vollzogen. So wird zum Beispiel unter den Christen in Südkorea, die einen Anteil von rund 26 % der Bevölkerung ausmachen, kein Ahnenkult in der Form mehr praktiziert.

## Nordkorea
Seollal wird auch in Nordkorea gefeiert. Doch wurde der Feiertag zusammen mit dem Chuseok 1967 als offizieller Feiertag abgeschafft. 1989 als nationaler Feiertag wieder eingeführt, wurde Seollal 2003 auf drei zusammenhängende öffentliche Feiertage ausgedehnt.

## Seollal-Daten
Da der traditionelle koreanische Kalender den Regeln des chinesischen Kalenders folgt, liegt Seollal meistens zeitgleich mit dem chinesischen Neujahrsfest. Abweichungen gibt es, wenn der Neumond zwischen 23 und 24 Uhr chinesischer Zeit eintrifft. In Korea ist es dann eine Stunde später, und das Neujahr dementsprechend einen Tag später. Dies geschieht im Durchschnitt alle 24 Jahre. Auch in Korea gilt der 60-Jahre-Zyklus der Himmelsstämme und Erdzweige, letztere im Westen auch Tierzeichen genannt.
| - 2008: 07. Februar – Jahr der Ratte - 2009: 26. Januar – Jahr des Büffels - 2010: 14. Februar – Jahr des Tigers - 2011: 03. Februar – Jahr des Hasen - 2012: 23. Januar – Jahr des Drachen - 2013: 10. Februar – Jahr der Schlange - 2014: 31. Januar – Jahr des Pferdes - 2015: 19. Februar – Jahr des Schafs - 2016: 08. Februar – Jahr des Affen - 2017: 28. Januar – Jahr des Hahns - 2018: 16. Februar – Jahr des Hundes - 2019: 05. Februar – Jahr des Schweins | - 2020: 25. Januar – Jahr der Ratte - 2021: 12. Februar – Jahr des Büffels - 2022: 01. Februar – Jahr des Tigers - 2023: 22. Januar – Jahr des Hasen - 2024: 10. Februar – Jahr des Drachen - 2025: 29. Januar – Jahr der Schlange - 2026: 17. Februar – Jahr des Pferdes - 2027: 06. Februar – Jahr des Schafs - 2028: 26. Januar – Jahr des Affen - 2029: 13. Februar – Jahr des Hahns - 2030: 03. Februar – Jahr des Hundes - 2031: 23. Januar – Jahr des Schweins |